# Ісаак (бек-мелех)
Ісаак I (пом. бл. 860) — 6-й повновладний бек-мелех Хозарської держави у 840—860 роках.

## Життєпис
Походив з роду Буланідів. Син бек-мелеха Ханукки. Після смерті останнього на початку 840-х років стає новим володарем каганату. Зберіг при владі номінального кагана Тархана.
За правління бек-мелеха Ісаака каганат переходить до оборони стосовно сусідів. Водночас з мусульманськими державами Кавказу та Візантією досягнуто вигідного миру. За цим змусив племена в’ятичів, радимичів й сіверян платити данину. Завдяки цьому відновлюється економічний розвиток, багатіють міста каганату, де зосереджуються ремісники та купці, що займалися посередницькою торгівлею. Домігся того, що вся знать разом з каганом прийняла юдаїзм, чим Ісаак зміцнив власне становище.
Завдяки дипломатії Ісаака I авторитет Хозарії відновлюється. Створив особисту кіннотну гвардію, що складалася з ларисіїв, — мусульманського племені хорезмійського походження, яке поселилося в Ітилі і несло беку службу на особливих умовах. Гвардія мала власного везира і мало право не воювати з єдиновірцями. За його правління з'являється 48 торговельно-ремісничих городищ на Дону та Сіверському Донці. Втім зберігається значення Ітиля на Волзі, Семендера на Тереку, Самкерцу біля Керченської протоки.
Помер бек-мелех Ісаак I близько 860 року або трохи пізніше. Владу успадкував його син Завулон.